# 神戸市風見鶏の館
神戸市風見鶏の館（こうべしかざみどりのやかた）は、兵庫県神戸市中央区北野町3丁目にある歴史的建造物。1904年（明治37年）にドイツ人貿易商の住宅として建てられた異人館（西洋館）で、重厚な煉瓦造りの外観と、屋根上の風見鶏を特徴とする。その風見鶏により風見鶏の館と呼ばれ、また当初の居住者の名から旧トーマス邸、旧トーマス住宅とも呼ばれる。国の重要文化財に指定されている。

## 概要
1904年（明治37年）に、ドイツ人の貿易商ゴットフリート・トーマス（Gottfried Thomas 1871年-1950年）の個人住宅として、ドイツ人建築家ゲオルグ・デ・ラランデの設計により建てられたネオ・バロック様式を基調とした建築である。施主のトーマスはこの家をハウス・レナニア（ラインの館）と呼び、ドイツ風の重厚なデザインの中に内装には随所に世紀末のユーゲント・シュティール（アール・ヌーヴォー）様式を取り入れている。
トーマス家では1914年（大正3年）、一人娘のエルゼ・トーマスをドイツ本国の上級学校に進学させるために、休暇を兼ねて一家三人でドイツへ一時帰国中だった。その時勃発した日独戦争（第一次世界大戦）により日独が戦争状態に陥り、結果、一家は神戸の自邸への帰還ができなくなるという悲劇が起きた。トーマス家では、館は敵性資産として没収されたと伝えられていたが、登記簿上では、戦争中に売買された形にされている。
実業家で政治家の山縣勝見が戦前、自らの会社である新日本汽船の名義で館を購入し、のちに山縣記念財団の所有となり研究室が置かれたが、1968年に神戸中華同文学校に売却した。山縣の長男と隣家の萌黄の館の小林家（神戸電鉄社長）の娘はのちに結婚している。
1977年10月から放送が始まったNHK連続テレビ小説「風見鶏」で全国的に知名度が上がり、北野町山本通周辺にある異人館群のシンボル的存在であるこの建物の文化財としての価値にも注目が集まるに至った。ただし、異人館風見鶏の館の住人だったトーマス家の歴史とテレビドラマ「風見鶏」のストーリーは全く関係がなく、ドラマの時代設定自体がトーマス家の在日時期とは異なるため、ドラマのモデルではない（風見鶏 (テレビドラマ)の項目参照）。
この連続ドラマ放送当時、建物は神戸中華同文学校の学生寮に使われていた。1978年1月に「旧トーマス住宅」の名称で国の重要文化財に指定された。同年、この建物を神戸市が文化事業の一環として買い上げた。
1978年12月2日より一般公開を開始。
1995年、阪神・淡路大震災で外壁の煉瓦154個所に亀裂が入るなどの被害を受け、1年8か月かけて修復工事が行われた。
2023年10月1日から耐震改修工事のため長期休館に入る。工事期間は期間は2025年3月末までの予定。
2025年7月18日に工事が完了し再公開となる。
建設当時を再現した室内には洋家具、トーマス家の写真、西洋アンティークの人形などが展示されている。神戸市では「神戸市風見鶏の館等条例」を定めており、指定管理者は株式会社日比谷花壇である。

## 建築概要
地階及び塔屋付の木造2階建である。形式は寄棟造、屋根はスレート葺きとする。地階は御影石積、1階は煉瓦造、2階は木造ハーフティンバーとするなど、階ごとに意匠に変化をつけている。
建物東側、階段を上ったところに玄関ポーチがあり、角柱で支えられたポーチの上はバルコニーとなっている。1階は中央北側をホール、南側をアルコーブ付きの居間とし、東側は玄関を挟んで北側が書斎、南側が応接間となっている。居間東側のアルコーブと書斎の東側は床高を一段高くし、書斎東北側は八角形の張り出しを設ける。1階の西側は食堂とし、その南にベランダを設ける。2階の間仕切りは1階と同様で、居間の上が子供部屋、応接間の上が朝食の間、書斎の上が客用寝室、食堂の上が夫婦寝室となっており、夫婦寝室の南にも1階と同様にベランダを設ける。建物の東南隅には塔屋を設け、この屋上に風見鶏がある。
建築年代については、神戸市への新築届の提出年から、1909年（明治42年）竣工とされていた。しかし、ゴットフリート・トーマスの娘で、この住宅で少女時代を過ごしたエルゼ・カルボー（旧姓・トーマス）は、この住宅に移り住んだのは1905年だったと証言している。また、当時の外国人の住所録でもあった、ディレクトリーでは、1904年版（1903年末の実態を反映）では、山本通3丁目1に居住となっていたのが、1905年版以降になると、北野町3丁目11の、現・風見鶏の館の住所に変更になっていた。そのほか、竣工当時の建物の写真にゴットフリート・トーマスが「1904年竣工」と裏書し、署名していること、設計者ゲオルグ・デ・ラランデによる1904年6月の署名と年号入りの図面が発見されたことなどにより、実際の建物竣工は1904年だったとする説がある。2009年1月、神戸市立博物館では販売中の展覧会図録（『神戸横浜開化物語』）を正誤表で訂正し、「明治37年～38年（1905）はじめに建てた住宅」と解説をあらためた。これに対して、神戸市文化財課は、同じ神戸市でも市立博物館とは対応が異なり、従来の「1909年（明治42年）」の表示に「頃」一文字だけを加え、「明治42年（1909年）頃」として、入館パンフレットや入口の看板を新調している。
ベランダや木組みなどの、外観木部塗装色については、1978年に重要文化財に指定されたときは、灰色であったが、その後、神戸市によって、茶褐色に塗り替えられた。しかし、デ・ラランデ本人の署名入り設計図では、深緑の彩色が施されており、2011年の塗装塗り替えの際に、深緑色に戻すべきではないか？との指摘があったことが報じられている。デ・ラランデの出身地、旧ドイツ領ヒルシュベルグ（現ポーランド）に残された、自身の設計による自邸「すずらんの家」（1898年築）をはじめ、ヒルシュベルグで日本人研究者によって発見された約40棟のデ・ラランデ作品中、創建当時のままの塗装とみられるものでは、実際に深緑が塗装色に多く使用されていたという。
屋上の風見鶏は幅90センチ、高さ80センチの鉄製で、風向きにより動くようになっており建設当時最高水準の回転装置が用いられた。風見鶏には避雷針の役割のほか、宗教的な意味合いもあったとされる。

### 構成
1階
ポーチ、玄関ホール、応接間、書斎、居間、食堂、ベランダがある。
2階
ホール、朝食の間、寝室、客用寝室、子供部屋、浴室、バルコニー、ベランダがある。
地階
事務室、トイレ、倉庫がある。
屋根裏部屋
尖塔の風見鶏の真下には裏階段を使わないと入れない8畳ほどの小部屋がある。この屋根裏にある部屋は入口には鍵付きの扉が付いており、館でこの部屋だけ二重構造の窓（内側の窓は開閉可能だが、外側ははめ込みで開かない）になっているが資料等が残っておらず使用目的は謎になっている。

### ギャラリー

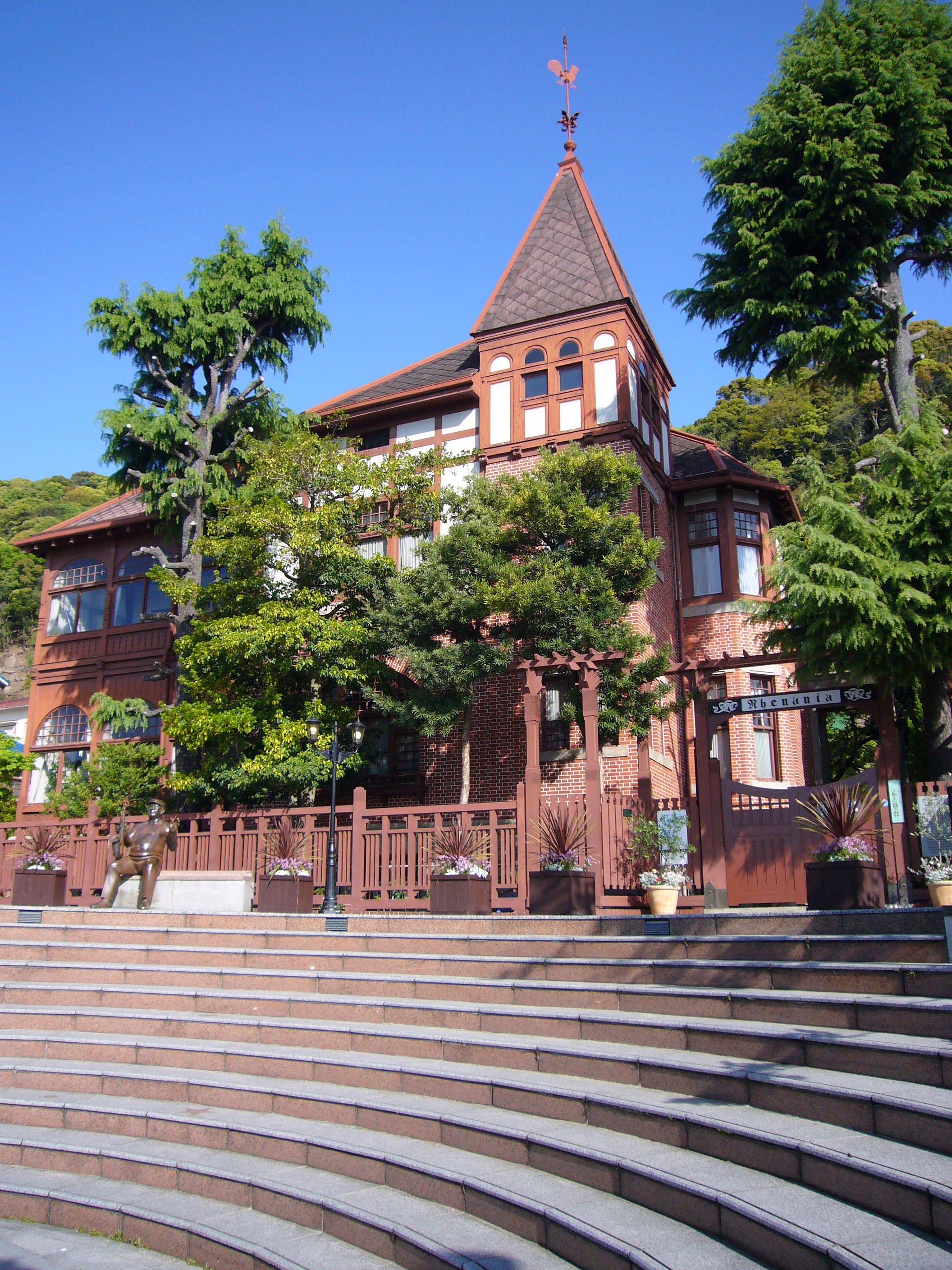
南西方向より
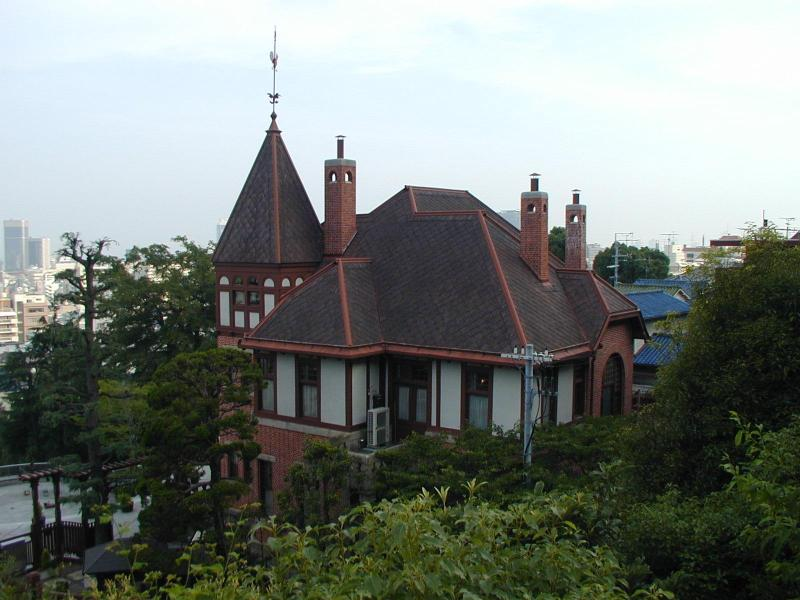
北東方向より
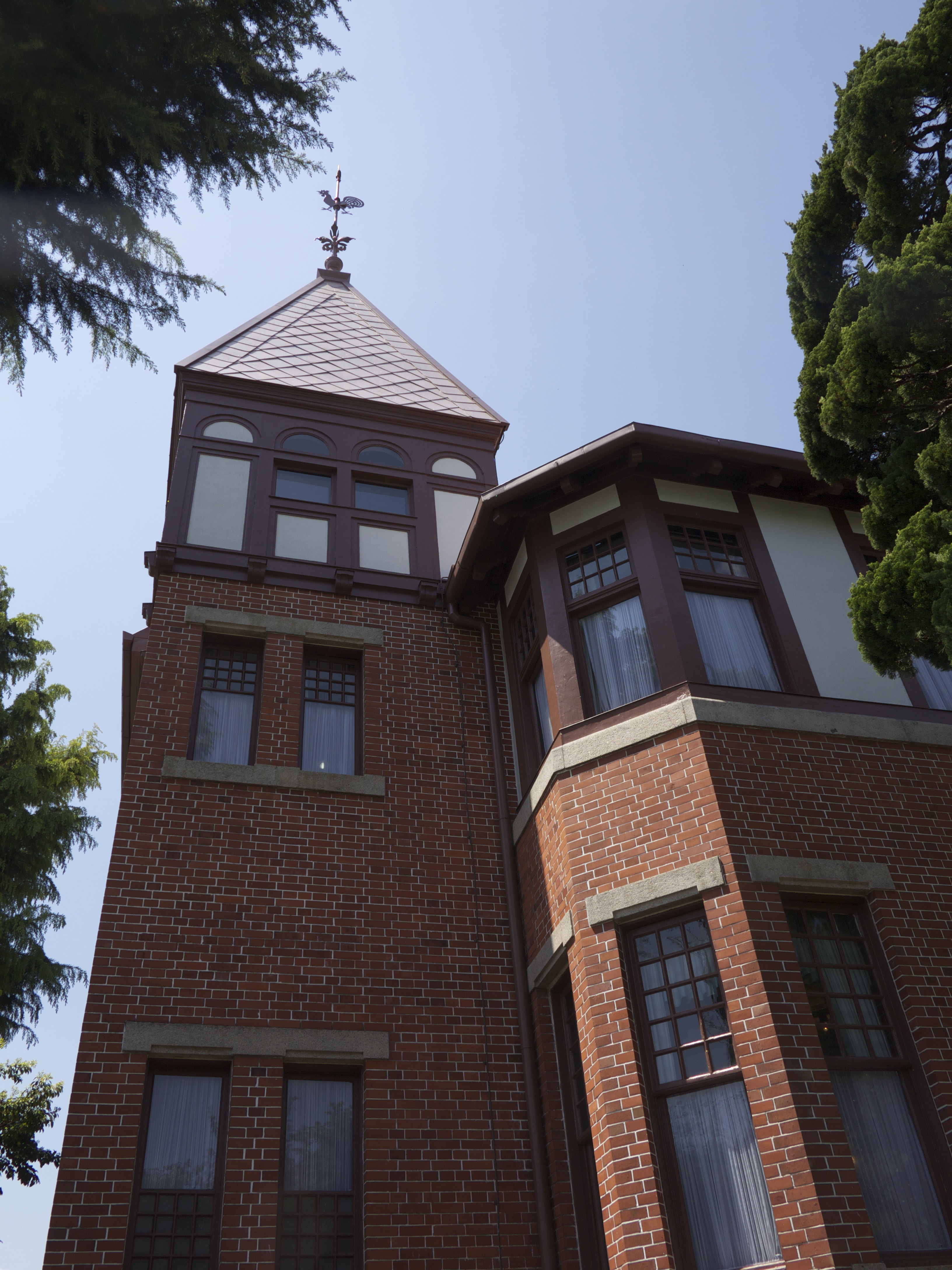
塔屋
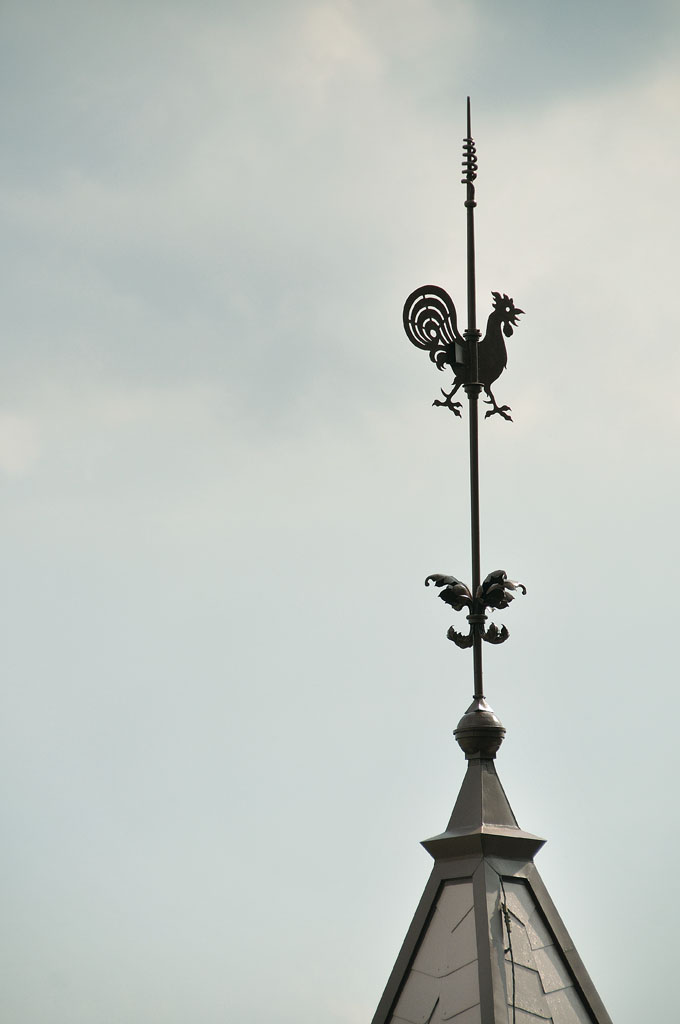
風見鶏
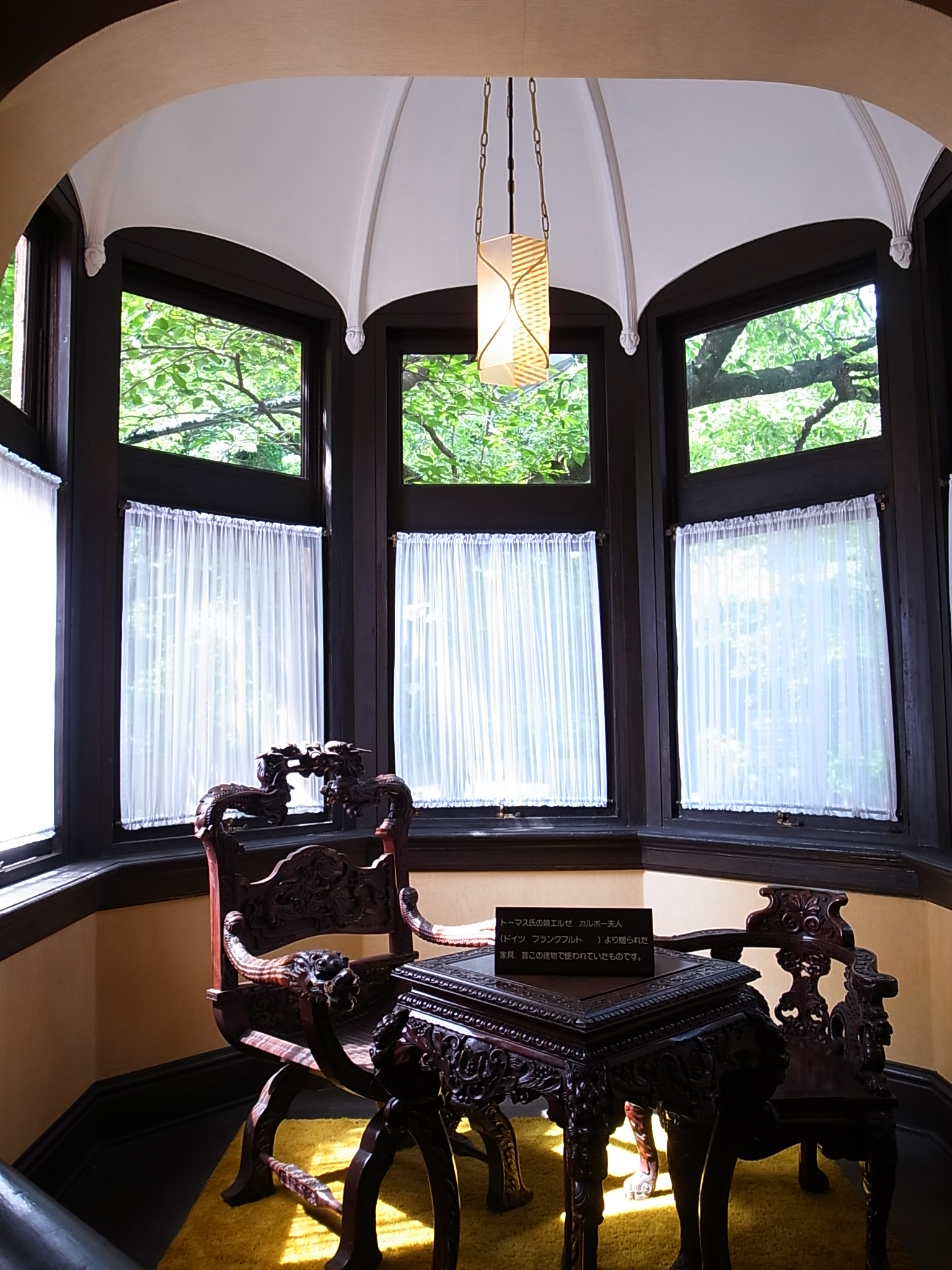
1階書斎
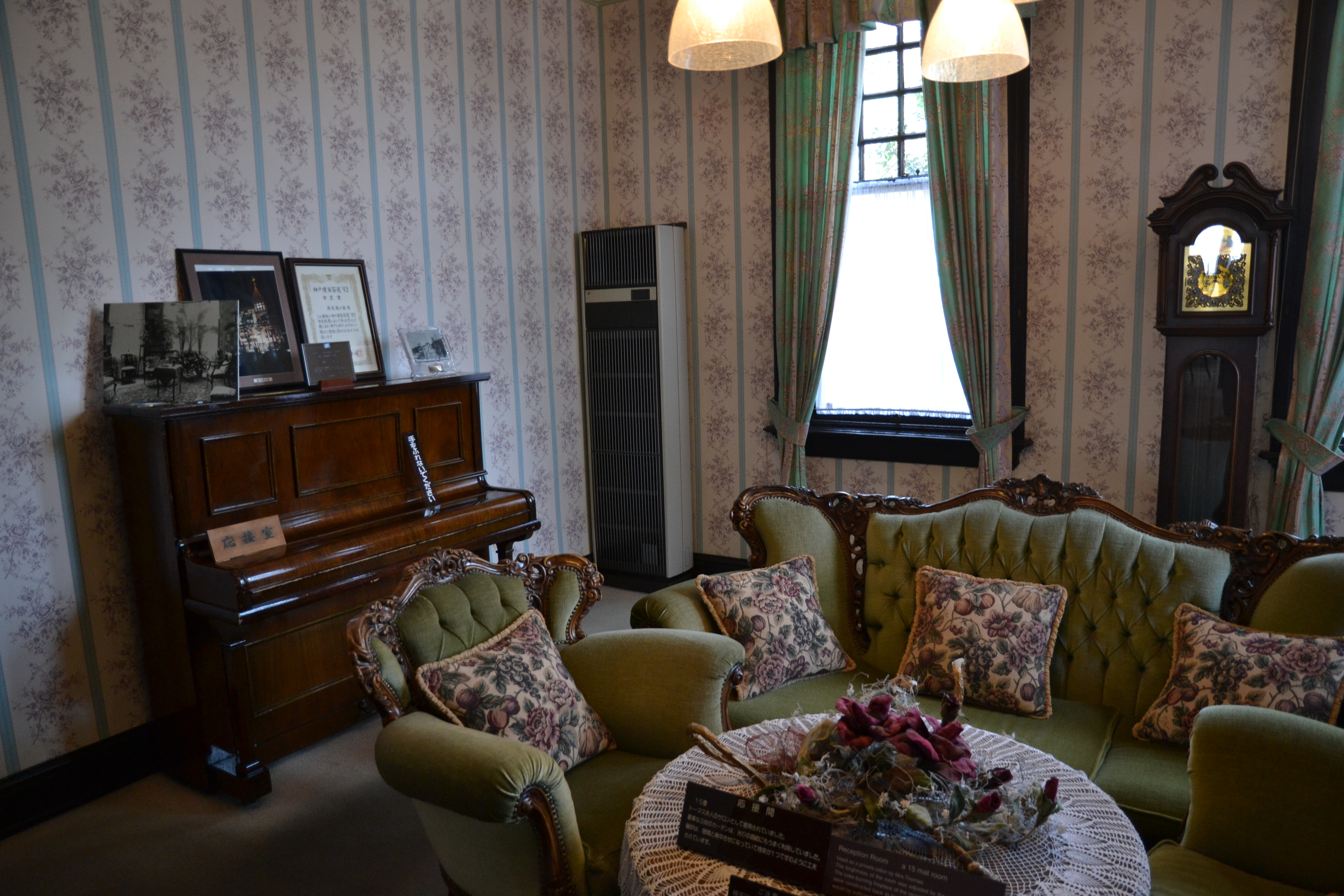
1階応接室
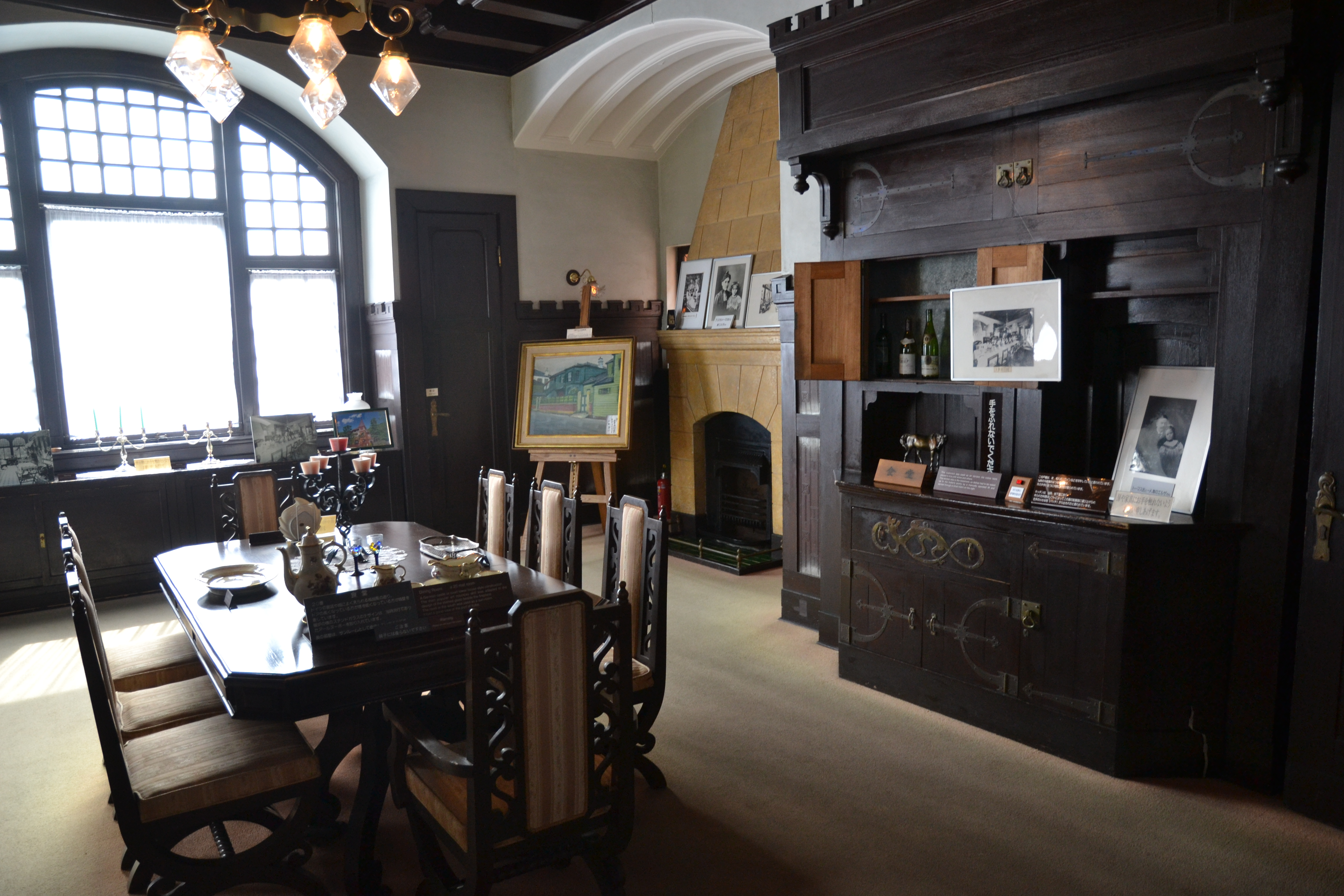
1階食堂
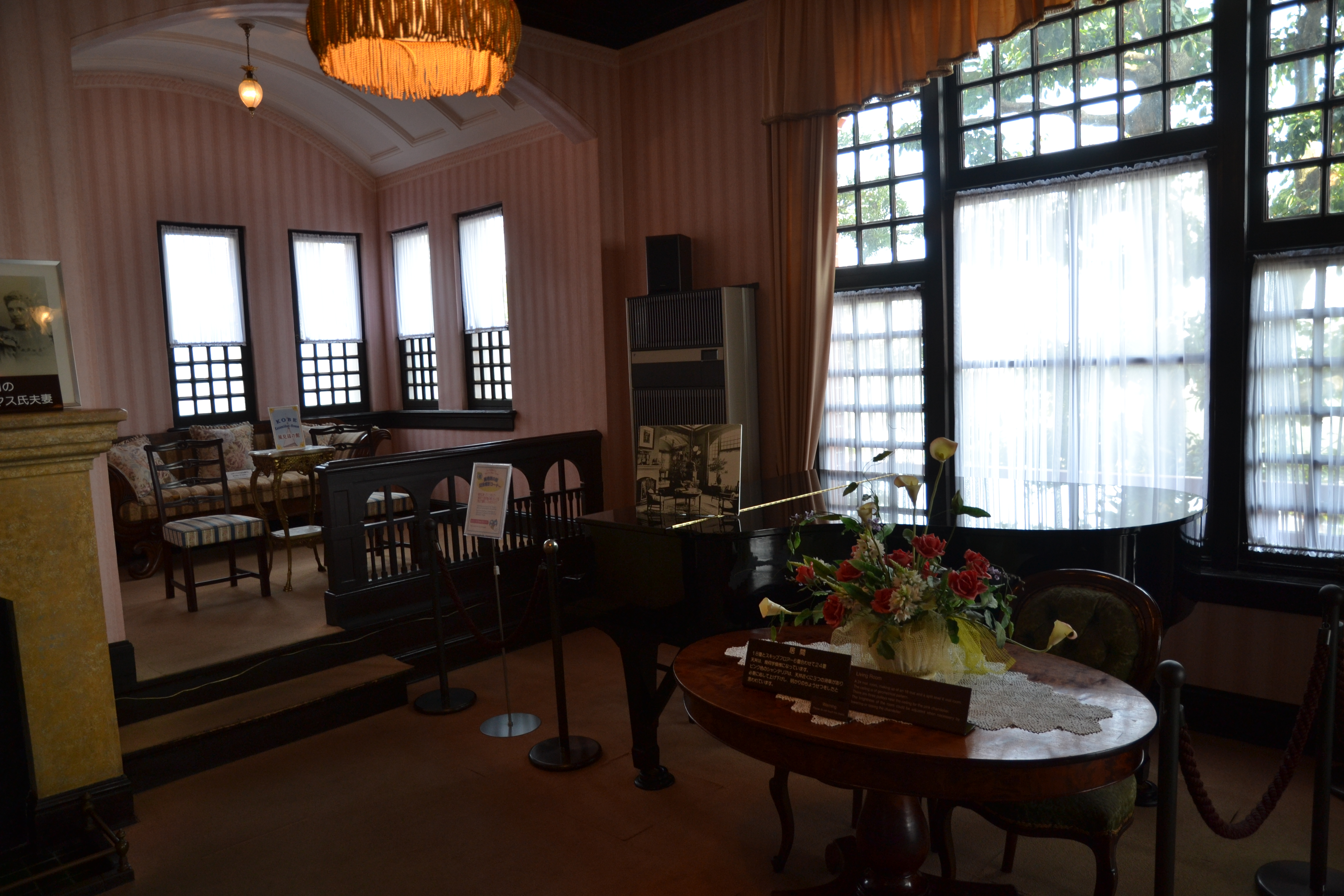
1階居間
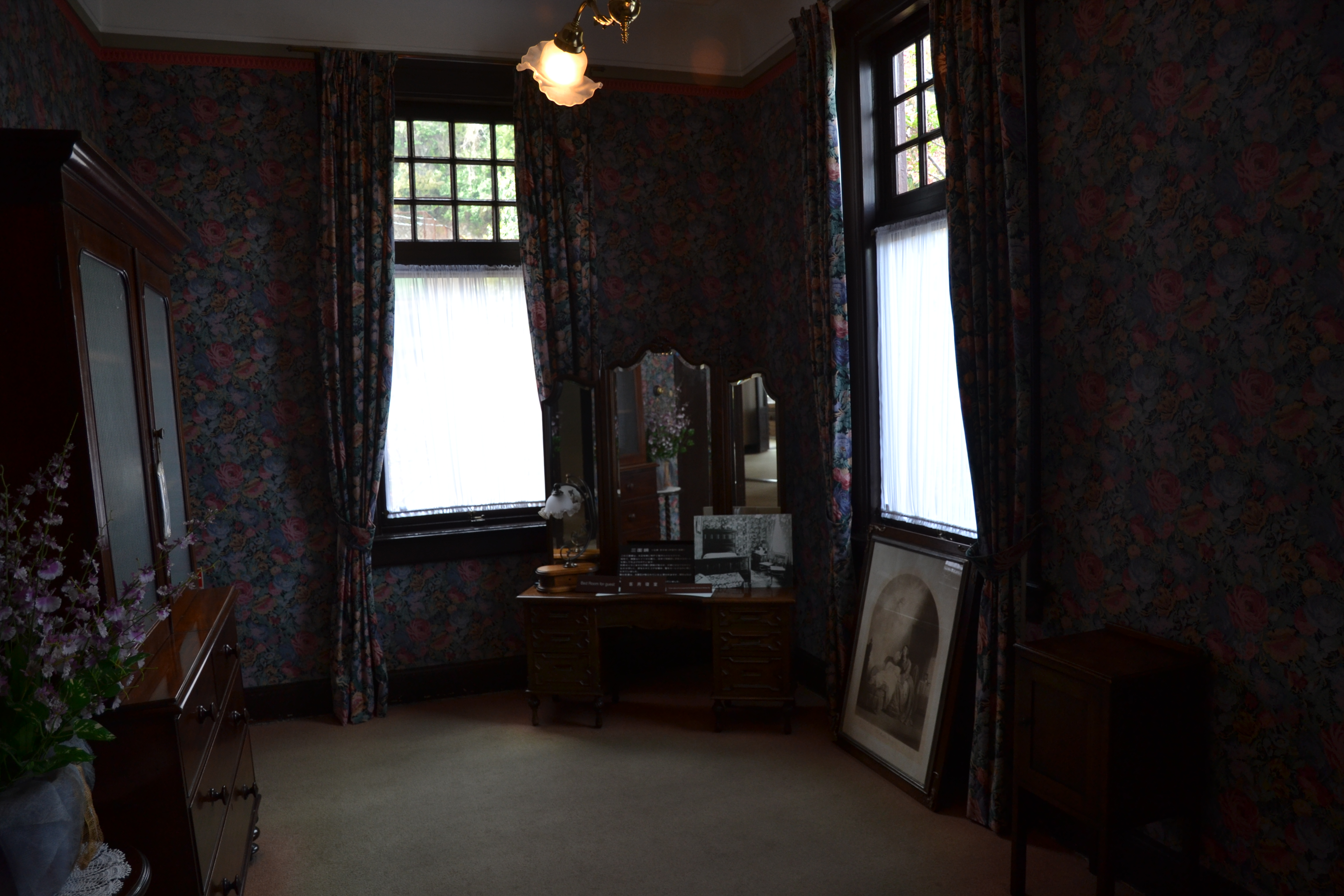
2階客用寝室
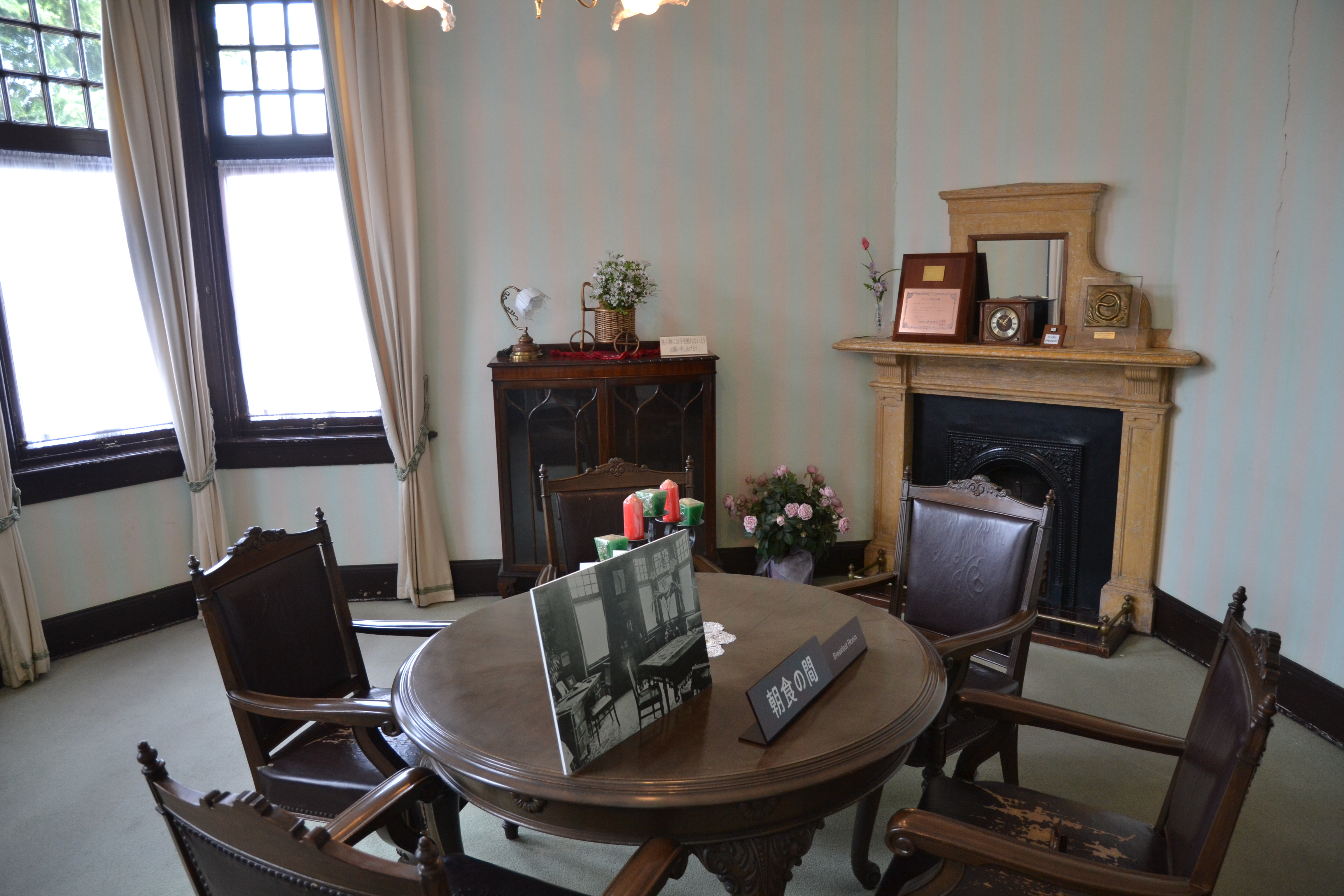
2階朝食の間
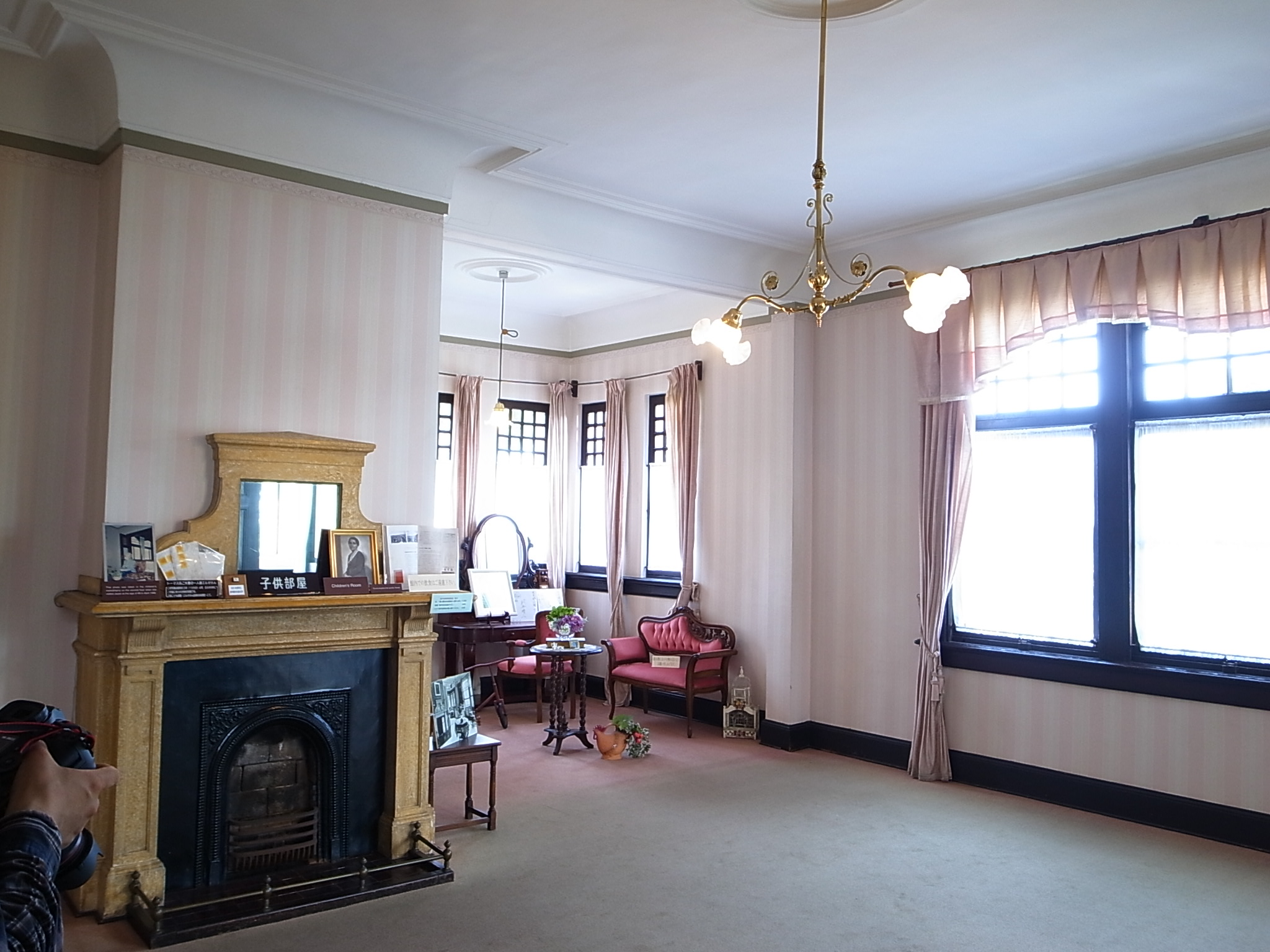
2階子供部屋
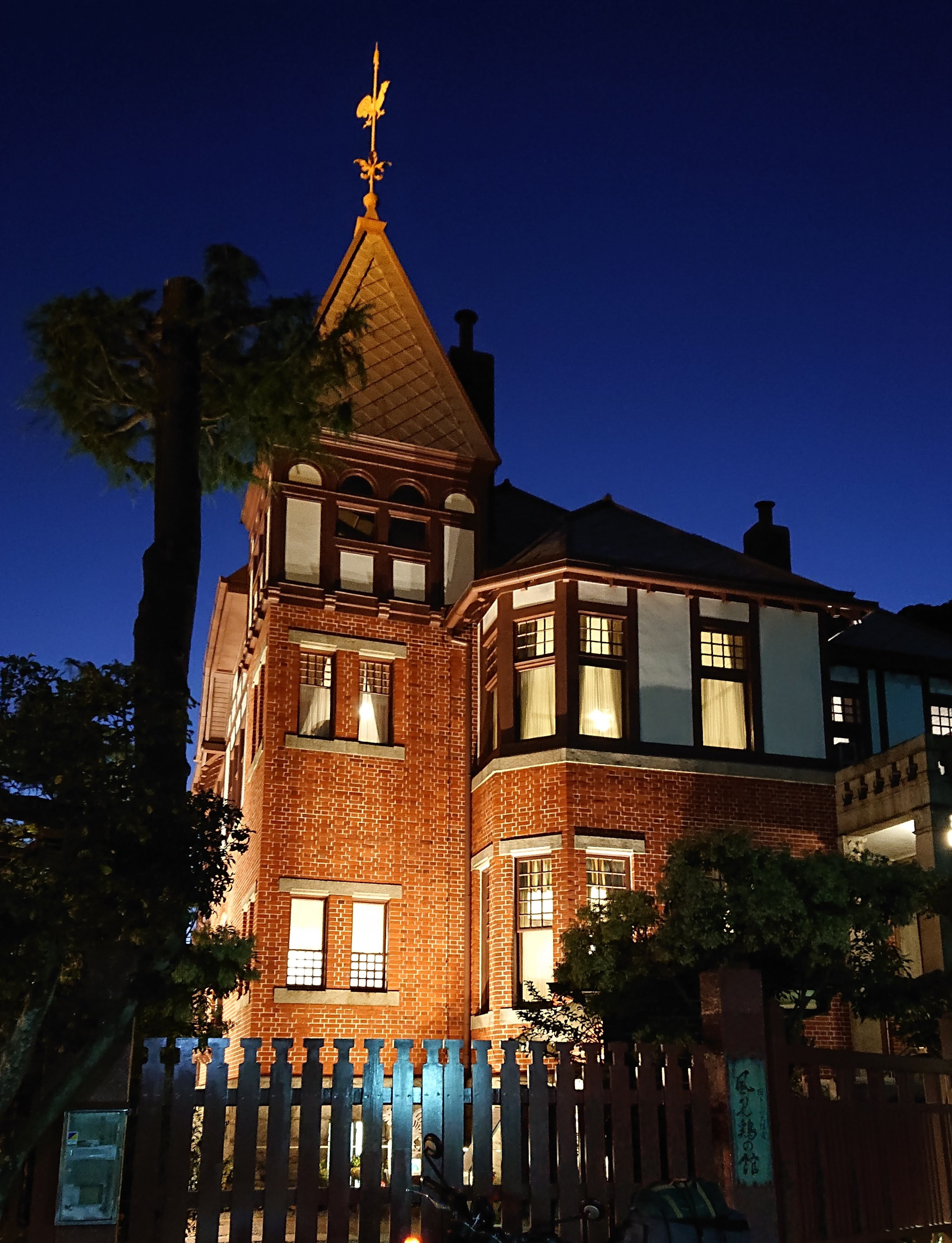
夜間のライトアップ
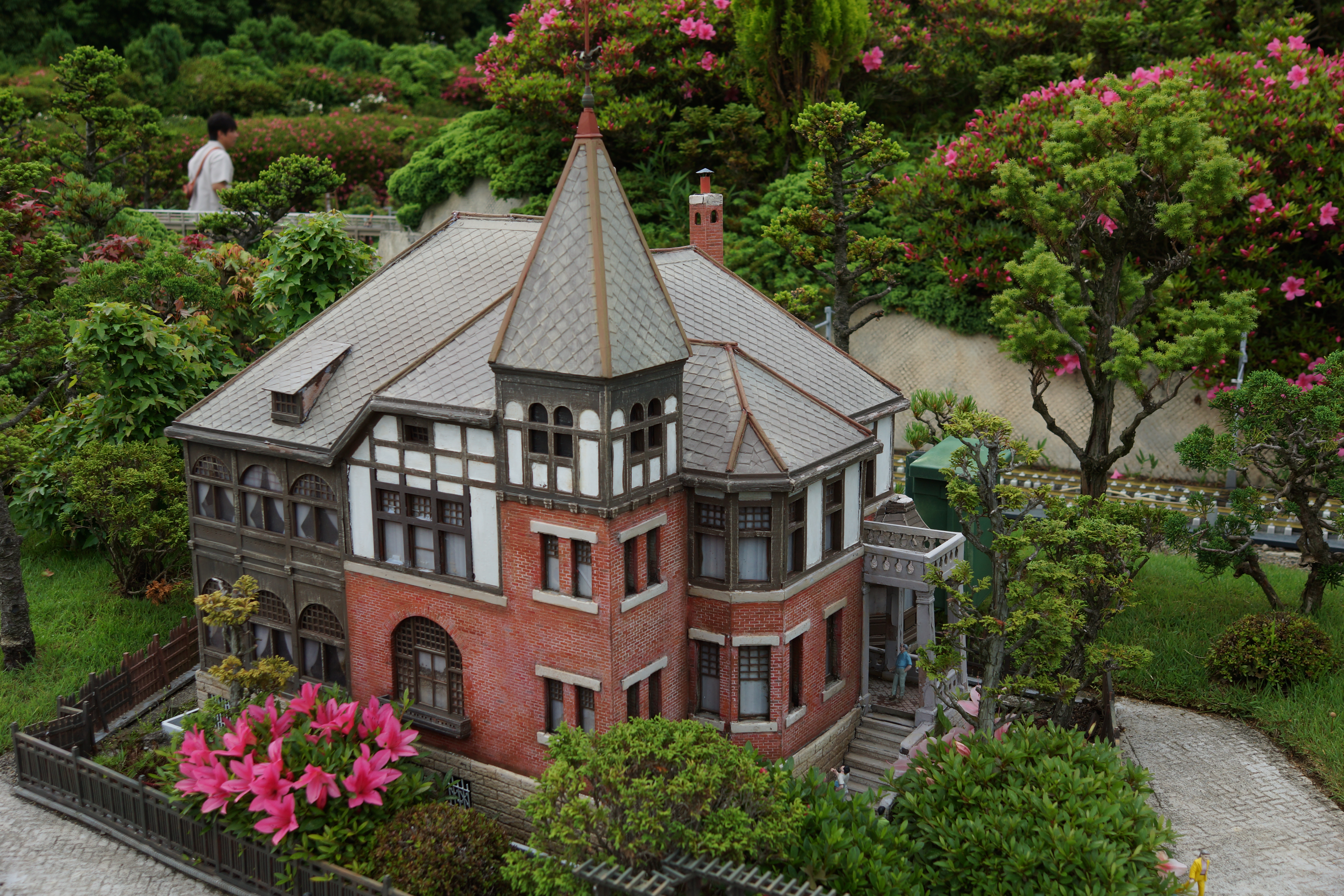
東武ワールドスクウェアのミニチュア

## 風見鶏
風見鶏の館は神戸ポートタワーや神戸海洋博物館や旧居留地のビル群等とともに神戸を象徴する建造物の一つである。風見鶏は神戸・異人館の街並みのシンボルになっている。

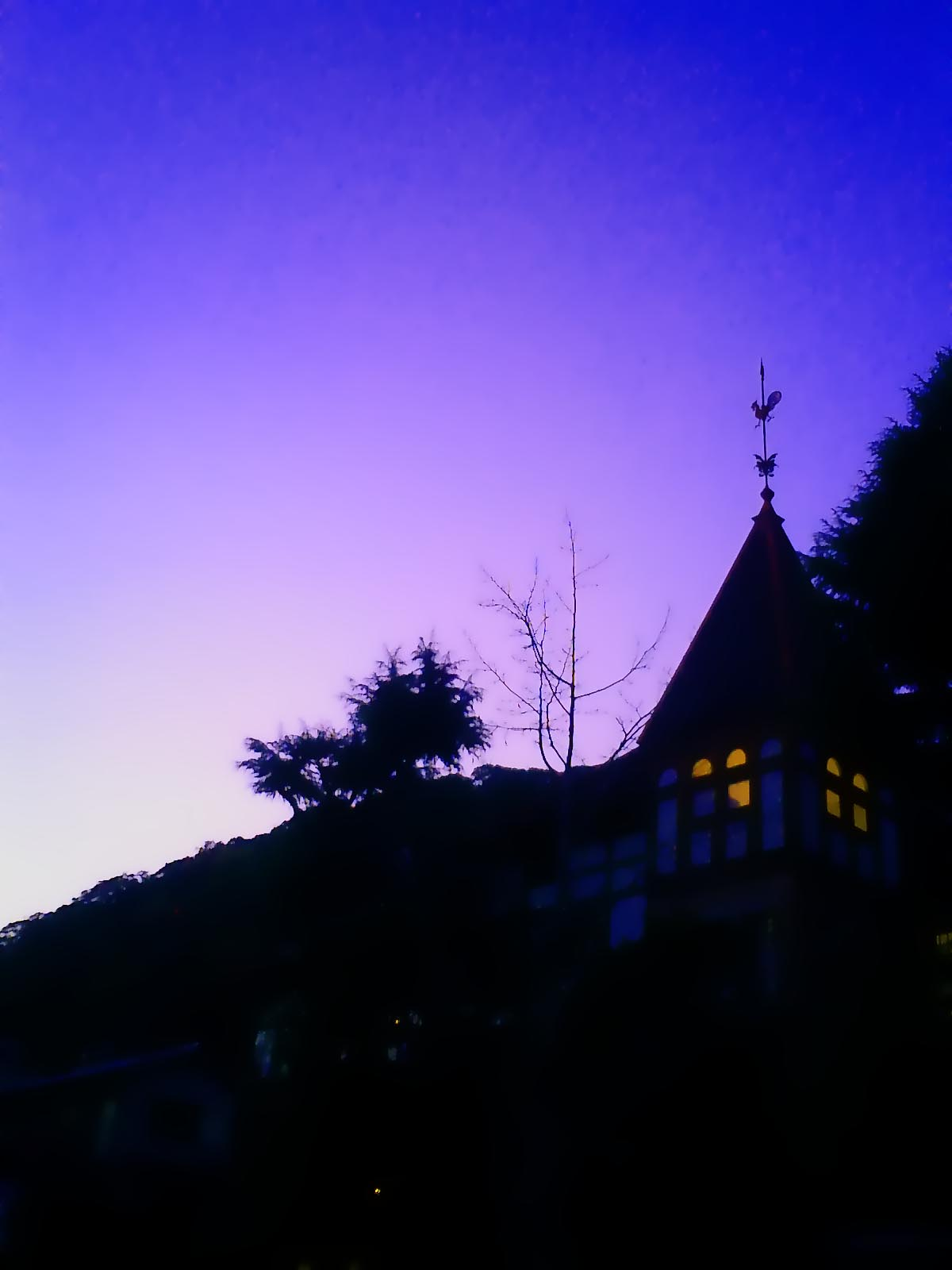
夕闇に浮かぶ風見鶏
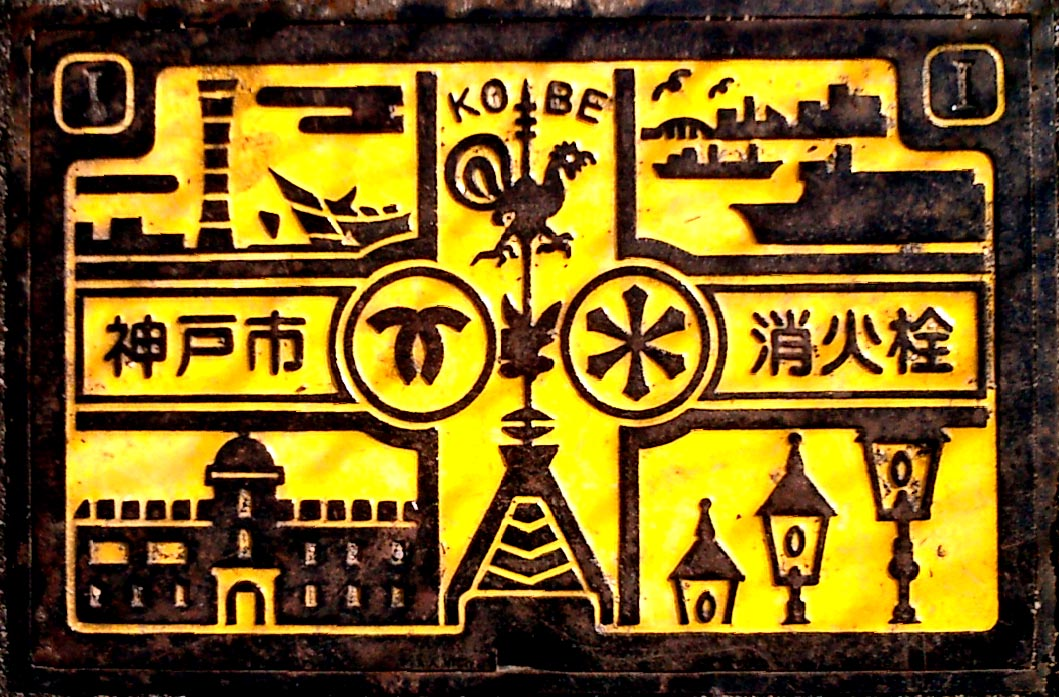
神戸市の消火栓の中央には風見鶏が描かれている。

## 周辺
- 北野町山本通
  - 旧シャープ邸
  - イタリア館・プラトン装飾美術館
  - うろこの家・うろこ美術館
  - 旧ドレウェル邸（ラインの館）
  - 山手八番館（旧サンセン邸）
  - 北野外国人倶楽部（旧ブリューガー邸）
  - 展望塔の家
  - 旧サッスーン邸